# Bollo preñao

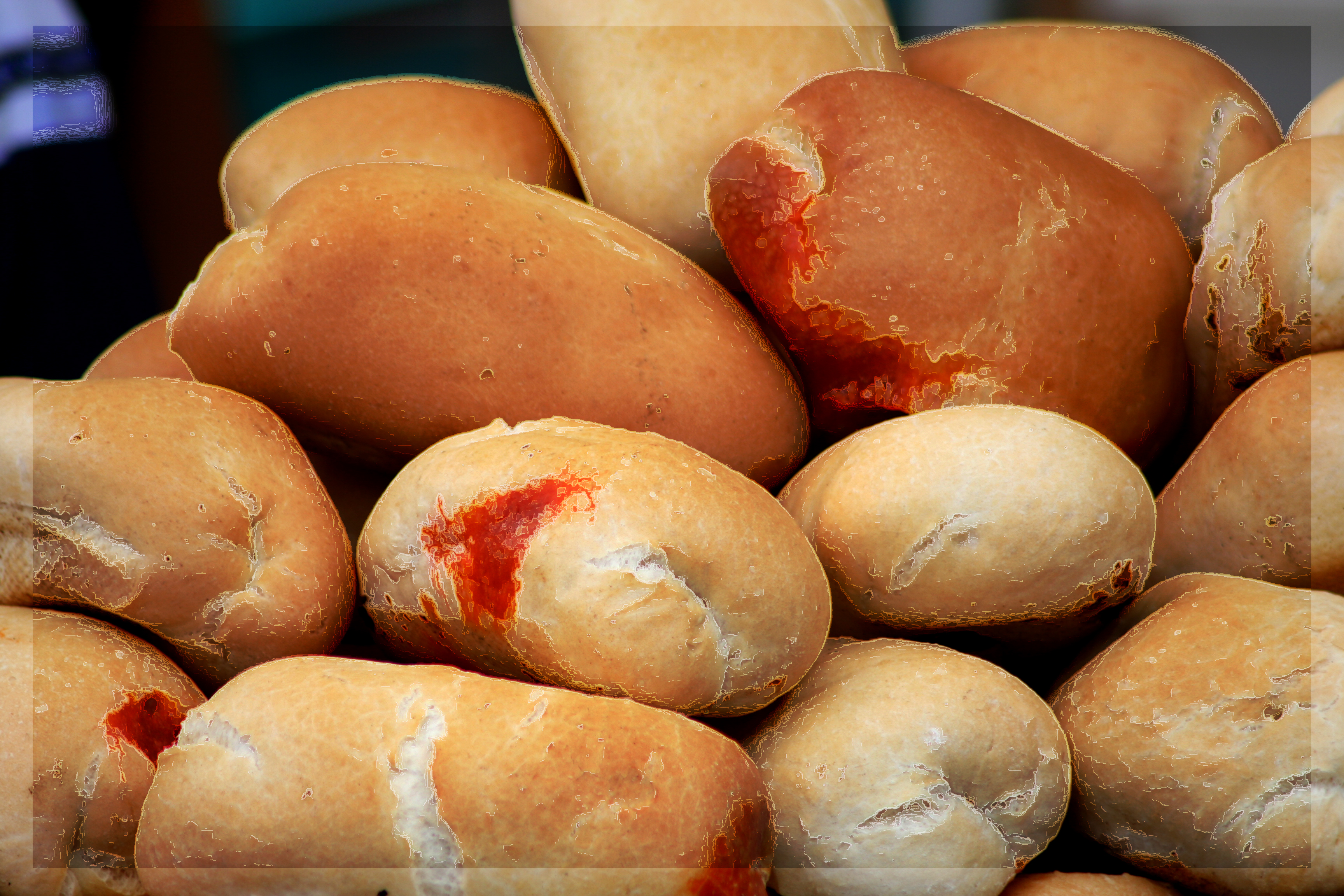
Un montón de bollos preñaos en Gijón (Asturias).

Reciben el nombre de bollo preñao o pan preñao, es un pan hecho de harina o de maíz, (dependiendo de la zona) típicas de España, como Asturias, Cantabria, Castilla y León, La Rioja o Galicia, y Panamá.

## España
Se trata de una pieza de pan rellena de chorizo o panceta. Suele ser de pequeñas dimensiones (aproximadamente 20 cm de longitud) y aparece en las diversas festividades primaverales y veraniegas al aire libre celebradas en Asturias, Castilla y León, La Rioja, Cantabria, Galicia y otras partes del norte de España. Suele acompañarse con vino o sidra para beber. En Galicia es un plato típico casero, de finales del invierno. 
El bollo preñao se consume especialmente en comidas campestres, al aire libre, fiestas locales y en especial en la fiesta del Martes de Campo (celebrada el martes después de Pentecostés, fiesta móvil que suele caer en el mes de mayo) en Oviedo, donde se acompaña con vino. Se encuentra en casi todas las panaderías asturianas durante todo el año y su consumo no es solo festivo, sino también cotidiano. Siempre va bien con un 'culín' de sidra e incluso con vino blanco. Otras fiestas en las que aparece tradicionalmente el bollu preñau es las fiestas de Les Comadres que se celebra en Pola de Siero, la Fiesta del Bollu de Arriondas que se celebra el último domingo de julio y en múltiples celebraciones en Asturias.
Por regla general se puede decir que es un producto típico de Asturias y que se ha 'exportado' con ligeras variantes desde Asturias y Cantabria a ciertos pueblos leoneses y gallegos. De esta forma, se encuentra también en los pueblos de Las Arribes de Salamanca, así como en algunas localidades de la Provincia de Zamora que lo denominan bolla.
Es también uno de los productos típicos de La Algaba Provincia de Sevilla, donde se elabora con el pan típico de la zona, que se denomina pan prieto algabeño, y existen variantes con pringá, morcilla o queso.

### Preparación
Para su preparación tradicional se suelen tomar unos chorizos y se los deja cocer en sidra hasta que se han puesto ligeramente blandos, suele emplearse el chorizo asturiano que tiene un sabor fuerte a pimentón, tras la cocción se prepara una masa de harina de trigo (los más tradicionales emplean harina de trigo de escanda o también triticum monococum que es una variedad muy típica en Asturias) y se le incluye dentro el chorizo y la panceta todo ello y se enrolla sobre la masa, cada uno de los bollos se ponen en una bandeja de horno y sobre ella un papel sulfurizado sobre el que reposan crudos, todo ello se introduce en el horno y se deja cocer a temperatura media-alta (190-200 °C) durante cerca de un cuarto de hora, o bien hasta que tomen un color dorado característico. Tras esta operación se sacan del horno, y es muy probable que algunos bollos se hayan 'pringado' con la grasa del chorizo mostrando un color rojizo a pimentón por uno de sus lados.
El bollo preñao se suele distinguir del bollo con chorizo normal por el chorizo empleado en su elaboración (generalmente un chorizo fuerte de sabor y olor, curado al humo, que deja en el pan toda la grasa roja característica) y el beicon o la panceta que lo cubre (y le da un sabor más suave), a veces va lardeado sobre el chorizo. Para distinguirlos a simple vista, los panaderos suelen dejarle al bollo especial un "cuerno" (como si de un ombligo se tratase) sobresaliendo del "vientre" de pan. Dándoles esa forma característica que tienen, el tamaño de los bollos preñaos no suele superar el de un puño cerrado y suele estar cerrado de tal forma que no se ve su interior. A veces se suele cocer el pan con unas hojas de berza alrededor (emberzáu) para que mantengan la humedad, pero ya no suele verse esta costumbre de cocción, hoy en día se añade yema de huevo para que se dore la masa y pueda cerrar los poros. La preparación del bollo preñao es similar en cuanto a la técnica a la del tradicional boronchu preñau con la salvedad de que este último suele ser más grande de tamaño y en la elaboración de su masa se emplea harina de maíz en lugar de trigo, lo que le da un color amarillento a su interior.
Se suele encontrar en fiestas junto con un cedazo lleno de ellos para ser ofrecidos al público, se suele comer tanto frío como caliente. Es considerado en cualquier caso como una merienda o bien un aperitivo festivo tradicional. Se puede encontrar fácilmente en cualquiera de los obradores de pan (panaderías) de la comunidad asturiana. Es muy frecuente ver el bollu preñáu en las romerías y diversas fiestas asturianas, no se puede entender una fiesta de prau sin la existencia de una botella de sidra y un bollu preñáu.

## Panamá
En la comida autóctona de Panamá abundan las preparaciones con maíz ya sea en su punto o muy tierno. Entre ellas se encuentra el  "bollo preñao". Este platillo muy famoso del pueblo de La Chorrera, localizado al oeste de la Provincia de Panamá. Consiste es un platillo preparado de maíz nuevo o viejo, molido al que se le añade un relleno de carne de pollo, o puerco, o ambos. Preparada con guiso,  ajo,"recao verde" o sazonadores artificiales. Para darle contextura a la salsa, se utiliza achiote. La masa de maíz molido y la preparación de la carne se echan en los capullos de maíz y se amarran con hilos que se sacan de los sacos de arroz. Al envolverse se cocinan a fuego lento.